# 古都 (小説)
『古都』（こと）は、川端康成の長編小説。古都・京都を舞台に、生き別れになった双子の姉妹の数奇な運命を描いた川端の代表作の一つ。老舗呉服商の一人娘として育った捨て子の娘が、北山杉の村で見かけた自分の分身のような村娘と祇園祭の夜に偶然出逢う物語で、互いに心を通わせながらも同じ屋根の下で暮らせない双子の娘の健気な姿が、四季折々の美しい風景や京都の伝統を背景に、切なく可憐に描かれている。
京都各地の名所や史蹟、年中行事が盛り込まれた人気作品であるが、国内よりも海外での評価の方が高くノーベル文学賞の授賞対象作にもなった。
川口松太郎脚色で新派で舞台化され、幾度も映画化、テレビドラマ化されている。

## 発表経過
『朝日新聞』に1961年（昭和36年）10月8日から翌1962年（昭和37年）1月23日まで、107回にわたって連載された（1月2日は休刊）。挿絵は小磯良平が担当。作品連載中の11月3日に川端は文化勲章を授与された。
その後、会話部分の京都弁を井尻茂子の協力により訂正するなど加筆補正が施され、「あとがき」を付して同年6月25日に新潮社より単行本刊行された。
なお、初出が新聞紙上のため、現代仮名遣いと、漢字は新字体の表記に合わせて連載され、単行本の際もそれが踏襲されたが、その後、1970年（昭和45年）5月10日刊行の『川端康成全集第12巻』（全19巻本）に収録の際には、全文、歴史的仮名遣いと正字体に戻され、新聞用表記での送り仮名（送り過ぎ）も是正された。
翻訳版は、ドイツ語（独題：Kyoto oder Die jungen Liebenden in der alten Kaiserstadt, 1965）や、J・マーティン・ホルマン訳の英語（英題：“The Old Capital”, 1987）のほか、イタリア語（伊題：Koto, 1968）、フランス語（法題：Kyōto, 1971）、中国語（中題：古都, 1969 台北）など世界各国で出版されている。

## あらすじ
京都中京の由緒ある呉服問屋の一人娘の佐田千重子は、両親に愛されて育ったが悩みがあった。それは自分が捨て子ではないのかということだった。両親はその噂を否定し、20年前に祇園さんの夜桜の下に置かれていたあまりにも可愛い赤ちゃんをさらって逃げてきたんだと千重子には説明していた。
5月のある日、千重子は友達の真砂子と北山杉を見にいった。真砂子は北山丸太の加工の仕事をしている村娘の中に千重子とそっくりな娘を見つけ、千重子に指し示した。
夏、祇園祭の夜、千重子は八坂神社の御旅所で熱心に七度まいりをしている見覚えのある娘を見つめた。その娘も千重子に気づくと食い入るように見つめ、「あんた、姉さんや、神さまのお引き合せどす」と涙を流した。娘はあの北山杉の村娘で、名は苗子だった。
2人はお互いの身の上を短く語り合い、とりあえずその場は別れた。苗子は身分の違いを自覚し、千重子を「お嬢さん」と呼んだ。四条大橋のたもとで、西陣織屋の息子で職人の秀男が、苗子を千重子と間違えて声をかけた。千重子が好きな秀男は、自分の考案の柄で 帯をおらしてくれと言って去った。
後日、千重子の家に図案を持ってきた秀男に、千重子は自分に双子の姉妹がいることを告げ、苗子の分も「杉と赤松の山」の帯を織って、届けてくれるように頼んだ。それをきっかけに秀男は苗子に惹かれ始め時代祭に誘った。
一方、千重子の家と同じ問屋の息子で、幼馴染の水木真一の兄・竜助が、経営が傾きかけている千重子の店にやって来て、番頭の裏帳簿を正すためにいろいろと店を手伝ってくれるようになった。竜助の父親は、息子を佐田家に婿養子に出してもいいと申し出て、千重子の父も喜んだ。
苗子は秀男に結婚を申し込まれ、それを千重子に告げた。千重子は賛成するが、苗子は、秀男が千重子の幻を愛していることを知っており、それに自分の存在が公になれば、千重子の家に迷惑がかかると考え、プロポーズを断るつもりだった。千重子は、父も母も苗子を家に引き取ってもいいと言っていることを苗子に告げると、苗子は涙を流して感謝した。そして一泊だけ千重子の家に行くことにした。
冬の夜、千重子と苗子は一緒の床に寝て、幸福な姉妹の時を過ごした。千重子はずっと側にいてくれと言ったが、苗子は今では身分も教養も違う2人の身を思い、少しでもお嬢さんの幸せに支障があってはならないと考え、これをたった一度の訪問にして、雪の朝早く、山の村へ帰っていった。

## 登場人物
佐田千重子
20歳。京都中京にある由緒ある室町通の呉服問屋の美しい一人娘。実は店の前に捨てられていた捨て子。やわらかいきれいな手。
佐田太吉郎
50代半ば。千重子の育ての父。呉服問屋を経営。自分でも図案を書く。名人気質で人嫌い。若い頃、才能のなさに悩み麻薬の魔力で、友禅の怪しい抽象絵を描いたこともあるが、今は地味なものしか描けない。商売気がなく、店は番頭に任せているが、商売が傾き気味である。
佐田しげ
50歳。千重子の育ての母。色白で品のいい顔。捨て子ではなく、可愛い赤ん坊の千重子をさらって逃げてきたと娘に嘘を言って、捨子の娘が傷つかないようにしている。
水木真一
20歳。大学生。名刀のような顔だと人に言われる。千重子の幼馴染で高校まで同じだった。千重子を愛する。数えで7歳の時、祇園祭の長刀鉾に稚児姿で乗ったことがある。兄がいる。今でも兄から、「お稚児さん」とからかい半分に呼ばれる。
水木竜助
真一の兄。大学院にいる。英語が堪能。室町の大問屋の長男。近所の問屋の妙な噂を知り、千重子に番頭を調べるように助言する。男っぽい風情。千重子を愛する。
真砂子
千重子の友人。茶道の友達。千重子のことを、「きれいやなあ」とよく言う。恋人がいる。
苗子
20歳。千重子の双子の姉妹。北区中川北山町（北山丸太村）で、伐られた北山杉の加工の仕事をしている貧しい山娘。皮の厚い荒れた手。生まれたての赤ん坊の時に、父親が北山杉の枝打ち中に転落死。母親も早世。今は「村瀬」という家に奉公している。村瀬家は杉山持ち。
大友宗助
50歳くらい。西陣織屋。佐田太吉郎の友人。妻と三人の息子がいる。家族だけで手織をしている。太吉郎を恩人と思っている。
大友あさ子
大友宗助の妻。帯糸を巻く仕事で、年よりも老けている。
大友秀男
大友宗助とあさ子の長男。西陣織の帯を織っている。親より優れた技術がある。無愛想な職人。濃い眉。千重子を愛する。千重子の父が娘のために描いた図案の帯を織る。秀男自身も千重子のために図案を描いて帯を織るが、その時、千重子から苗子の分も頼まれる。
おかみ
上七軒のお茶屋のおかみ。佐田太吉郎の昔の知り合い。お茶屋に20歳の芸者がいる。
ちいちゃん
中学一年。或るお茶屋の娘。おかっぱの毛が美しく黒光りしている。将来の舞妓として期待されている。姉が2人いる。上の姉は来春、中学卒業。先斗町に住む伯母がいる。
芸者
20歳。おかみの茶屋の芸者。いきなりキスをしてきた酔客の舌を噛み拒んだこともあったことを、佐田太吉郎に話すが、その後、太吉郎と再会すると平気で戯れに舌を含み、太吉郎から「あんた、堕落したな」と言われる。
植村
千重子の家（呉服問屋）の番頭。帳簿をごまかしている。
水木
水木竜助と真一の父。室町の大問屋。傾きかけている千重子の店に長男の竜助を婿養子に出して助けようとする。
その他の人々
千重子の家に来る白川女（花売り娘）。千重子がよく買物をする湯葉半（総菜屋）の女。竜村（下河原町の織物屋）の店員。バスの中にいた手錠をかけられた若い男。

## 作品背景
※川端康成の作品や随筆内からの文章の引用は〈　〉にしています（論者や評者の論文からの引用部との区別のため）。

### 京都滞在
『古都』は全9章からなり、「春の花」「尼寺と格子」「きものの町」は春、「北山杉」「祇園祭」は夏、「秋の色」「松のみどり」「秋深い姉妹」は秋、「冬の花」は冬、といったように京都の四季を背景に物語が進行する。小説に描かれたのは、1961年（昭和36年）の春から冬にかけての京都であり、実際の年中行事や出来事が盛り込まれている。
川端はこの物語を執筆するために、京都市左京区下鴨泉川町25番地の武市龍雄の邸宅を借りていた。作品冒頭にはすみれの花が描かれているが、川端が「京言葉」を取材するために訪れた下京区油小路佛光寺下ルの町家の秦家（漢方薬を製造販売した老舗の薬種商）の庭には、作中にも登場するキリシタン灯籠があり、川端が蹲の石の間に咲いていたすみれの花に興味をひかれていたという。モデルとなった家の庭は他に、京都市中京区車屋町三条下仁王門突抜307-1の漢方薬店（無二膏販売）雨森敬太郎薬房もあるという。
川端は『古都』の連載にあたり、〈『古都』とは、もちろん、京都です。ここしばらく私は日本の「ふるさと」をたづねるやうな小説を書いてみたいと思つてゐます〉と語っている。主人公・千重子が平安神宮で桜を見る場面では、谷崎潤一郎の『細雪』からの、「まことに、ここの花をおいて、京洛の春を代表するものはないと言ってよい」という一節がオマージュとして引用され、北山杉の村の場面では、同じ鎌倉文士で懇意だった大仏次郎の随筆『京都の誘惑』の一節が引かれ、花や樹木の自然の瑞々しさを綴る描写が多い。
連載中、文化勲章受賞を受けて記者会見した時に、京都を舞台にした動機を川端は以下のように語っていた。
なお、川端は洛中に現存する唯一の蔵元佐々木酒造の日本酒に「この酒の風味こそ京都の味」と、作品名『古都』を揮毫した。川端は京大名誉教授桑原武夫に、「古都という酒を知っているか」と尋ね、知らないと答えた桑原にこれを飲ませようと、寒い夜にもかかわらず徒歩30分かけて買いに行ったと言われている。

### 睡眠薬
初版刊行本の口絵には、終章と同じ題名の「冬の花」と題する東山魁夷の北山杉の図（京洛四季シリーズ）が掲げてあるが、これは東山が、川端の文化勲章受章祝いとして描いたものである。川端は『古都』連載終了を機に長年常用していた睡眠薬を止めようとして、1962年（昭和37年）2月から禁断症状で東大冲中内科に入院していたが、この川端の病室へ東山は「冬の花』を直接持参した。川端は、〈病室で日毎ながめてゐると、近づく春の光りが明るくなるとともに、この絵の杉のみどり色も明るくなつて来た〉と述べている。
入院中、10日ほど意識不明であったという川端は、『古都』執筆中のことを以下のように語っている。
そして、定まった構想もなく書き始められた作品だったが、〈小さく愛すべき恋物語を書くつもりだつたのが、まつたく意外にも、ふた子の娘の話になつてしまつた〉としている。

## 作品評価・研究
※川端康成の作品や随筆内からの文章の引用は〈　〉にしています（論者や評者の論文からの引用部との区別のため）。
『古都』は、京都という古き伝統が残る地を舞台とし、各地の名所や年中行事絵巻を楽しめる作品でもあり、映画化やドラマ化も多くなされ知名度はあるが、他の代表的川端作品の『雪国』や『山の音』などに比べると、文学的にはあまり本格的論及の対象とはなっていない傾向がある。失われてゆく日本の美をとどめておきたいという、川端自身の創作意図の観点から論じられることが多く、構造的な読みは他の川端作品よりは少ない。
三谷憲正は、「すみれ」の可憐さをもつ女性として登場した千重子が、〈北山杉〉の素直さをも同時に合わせ持つイメージとして物語が進行してゆくが、千重子が〈北山杉〉の林の中で、苗子と胎内の双生児のように抱き合った後には、次第に〈楠〉の力強さを身につけてゆくと解説している。
また『古都』は『竹取物語』との類縁を指摘されることもしばしばあり、三谷はそれに関し、千重子の養父「太吉郎」（takitiro）の名は「竹取翁」（taketori okina）のアナグラムであるという学会発表の会場からの指摘を記している。さらに高橋真理は、このアナグラムを敷衍し、「竹取翁」（taketori okina）から、「太吉郎」（takitiro）をマイナスすると、イコール「苗子」（naeko）であることを指摘し、「この二人の人物にまたがるようにtieko（「千重子」）の名はある」と考察している。
田村充正は、姉と生き別れ、両親を失った苗子の姿には、幼い頃に両親を失い、おぼろげな姉の記憶しかない川端自身の境遇が投影され、苗子が思慕する会ったことのない姉とは、川端の姉・芳子への「秘められた思慕」であり、姉に会いたかったという苗子の「心情のほとばしり」は、そのまま川端の「心情の真実」であろうと考察し、それが『古都』を「既成のモチーフの借用だけで作られたのではない、川端にとって創作の必然を秘めた作品」にしていると解説している。
川端は、『古都』刊行後に執筆した随筆で、〈山が見えない、山が見えない。近ごろ、私は京都の町を歩きながら、声なくさうつぶやいてゐることがある〉、〈山の木はなくなり、山は削りくづされて分譲地になつてしまはないか。自然の美の尊びも、町づくりの美も踏みやぶつてゆく、今の日本人はすさまじい勢ひ、おそろしい力である〉と記して、都市景観の破壊的変化を危惧し、後に東山魁夷『京洛四季』に寄せた序文でも同様のことを述べて、〈京都は今描いといていただかないとなくなります〉と東山にしきりに勧めて、〈みにくい安洋館〉が建ちはじめて、〈町通りから山が見えなくなつたのである。山の見えない町なんて、私には京都ではない〉という歎きを記している。
野口祐子はこういった川端の危機感を踏まえて、川端が『古都』を四季で構成したのは、安易な方法ではなく、時代への批判精神であり、そこで試みたのは、高度経済成長期の日本に対する「ささやかな抵抗」であるとし、川端が東山へ送った言葉を自ら行なった創作が『古都』であったと解説しながら、「『古都』の、時代から遊離したかのごとく感じられる古風な京都イメージと登場人物、そして円環的時間間隔と物語性の欠落は、川端の京都を古都として描き残そうとする使命感のなせるわざだったと言えるだろう」と論じている。
呉悦は、『古都』の書かれた当時の急速な近代化の日本社会を鑑み、川端がその流れに反して、主人公の少女たちを「単純」「純潔」に表現し、「少女特有の恥じらい」を溢れさせているとし、他の登場人物も古い土地で代々伝わる家業を守り暮らしている設定であり、その主題の中には、徐々に失われてゆく伝統風景や自然の生命、人間社会への厭世と裏腹の人間愛、近代化の波による過去に対する懐かしさなどが入り混じっていると解説している。そして戦後、世の中の価値観の変動を目の当たりにした川端が述べていた以下の随筆の言葉を引きながら、川端が〈現実を信じない〉結果、「日本の伝統的故郷に対する愛を徹底的に」描き出すことに情熱を傾けたのが『古都』だと論じている。
そして呉悦は、川端が『古都』において、「懸命に理想的世界を作り、純粋な人物を登場させているにもかかわらず、人物は悲哀に富んだ人生を辿ることから、川端の現実社会に対する失望、不信感が窺える」とし、作中に漂う哀愁や、〈運命〉という言葉の繰り返しは、「変えられない運命に左右される時の作者の感嘆」であり、その後幻想的な世界観の『片腕』を描き、現実からかけ離れた道を辿っていったのは、西欧近代化の波と伝統との葛藤が強まった川端の、「日本の伝統を必死に守ろうにも守りきれなかったという現実に対する無力感の現れ」ではないかと考察しながら、新感覚派の旗手として西欧思想を取り入れ欧米に学んだ後に日本伝統回帰を経て、不思議な作品を創出し、最後は自殺してしまった川端自身の運命について言及している。
山田吉郎は、川端が巨木を愛していたことから北山杉との関連などに触れつつ、『古都』の物語の深層に「霊界との交信」を看取し、川端の主治医だった栗原雅直が『古都』の双子について、「やはりナルシシスムとは言うものの、見ぬ母への空想的な愛情要求の変形としてとることができ、見る自分と見られる自分という鏡の世界、二重身の問題との関連をもつものである」と論じたことに示唆を受けつつ、以下のように心霊的、霊界通信的な要素と絡めて姉妹2人を考察している。
また山田は、作中に見られる〈魔界〉の要素として、北山杉の村に向うバスの中で、手錠をかけられている若い男が千重子に声をかける場面などを指摘している。

## 舞台化
- 新派『古都』　劇団新派公演
  - 1962年（昭和37年） 明治座
  - 脚色：川口松太郎。演出：松浦竹夫

## 映画化
- 『古都』（松竹） カラー105分。
  - 1963年（昭和38年）1月13日封切。
  - 監督：中村登。脚本：権藤利英。音楽：武満徹
  - 主演：岩下志麻（二役）、吉田輝雄、長門裕之、ほか
  - ※ 第36回アカデミー賞外国語映画賞本選ノミネート作品
- 『古都』（東宝） カラー125分。
  - 1980年（昭和55年）12月20日封切。
  - 監督：市川崑。脚本：日高真也、市川崑。音楽：田辺信一
  - 主演：山口百恵（二役）、三浦友和、實川延若、岸惠子、北詰友樹、ほか
  - ※ 山口百恵の引退前の最後の映画[26]。三浦友和は、原作にはない「木こりの清作」の役で、北山東屋根の杉を切ることに反対して造林計画に情熱を傾ける青年を演じた[26]。

- 『古都』[27]
  - 2016年（平成28年）12月3日封切。
  - 監督：Yuki Saito
  - 主演：松雪泰子（二役）、橋本愛、成海璃子、伊原剛志、奥田瑛二、葉山奨之、蒼れいな、蒼あんな、栗塚旭、松野莉奈（当時私立恵比寿中学、公開2か月後の2017年2月8日に急逝）、ほか
  - ※千重子と苗子の2人が別れてから20数年後の現代として、京都とパリを舞台に、彼女らとその娘たちを描くという形にアレンジされている[28][29]。文部科学省特別選定作品（青年向き、成人向き）[30]。

## テレビドラマ化
- 文芸劇場（第107回）『古都』（NHK）
  - 1964年（昭和39年）3月20日 金曜日 20:00 - 21:30
  - 脚本：成沢昌茂（成澤昌茂）。演出：畑中庸生
  - 出演：小林千登勢（佐田千重子・苗子の二役）、中村鴈治郎、萬代峰子、津川雅彦、清水元、渡辺文雄、花ノ本寿、有田紀子、浦辺粂子
- ライオン奥様劇場『古都』（フジテレビ）
  - 1966年（昭和41年）1月3日 - 2月11日 月曜日 - 金曜日 13:00 - 13:30
  - 脚本：芦沢俊郎。演出：岩間鶴夫。制作会社：松竹テレビ室、CX。
  - 出演：長内美那子（佐田千重子・苗子の二役）、吉田輝雄、小坂一也、宇佐美淳也
- 花王愛の劇場『古都』（TBS）
  - 1980年（昭和55年）1月7日 - 3月7日（全45回） 月曜日 - 金曜日 13:00 - 13:30
  - 脚本：芦沢俊郎
  - 出演：岡江久美子（佐田千重子・苗子の二役）、志垣太郎、河原崎建三、松下達夫、露原千草、長内美那子、山田はるみ
  - 主題歌：芹洋子「古都の旅」（作詞：木下龍太郎。作曲：平尾昌晃）
- 関西テレビ開局30周年スペシャル『古都』（KTV）
  - 1988年（昭和63年）4月1日 金曜日 21:03 - 23:07
  - 脚本：早坂曉。演出・監督：出目昌伸。制作：東宝、KTV
  - 出演：沢口靖子（佐田千重子・苗子の二役）、村上弘明、堤大二郎、田村高廣、草笛光子、田武謙三
  - 関西地区以外は「春のドラマスペシャル」とされている
- 月曜特集特別企画・日本名作ドラマ『古都』（テレビ東京）
  - 1994年（平成6年）5月30日 月曜日 20:00 - 21:54
  - 脚本：綾部伴子。演出：森﨑東。音楽：羽田健太郎。選曲：山川繁。プロデューサー：田中浩三、原克子、大野晴雄。制作会社：松竹、TX。制作協力：京都映画
  - 出演：中江有里（佐田千重子・苗子の二役）、橋爪功、岩本多代、杉本哲太、大沢健、橋本潤、西山辰夫、奥村公延、穂積隆信、石田章、絵沢萠子、扇田喜久一、三浦徳子、神谷けいこ、橋本じゅん、石田アキラ
- 土曜ワイド劇場・ドラマスペシャル『古都』（テレビ朝日）
  - 2005年（平成17年）2月5日 土曜日 21:00 - 23:06
  - 脚本：永田優子。演出・監督：猪崎宣昭。制作会社：ホリプロ、EX。制作協力：松竹京都映画。
  - 出演：上戸彩（佐田千重子・苗子の二役）、渡部篤郎、西岡徳馬、小栗旬、朝丘雪路、高橋惠子、夏八木勲、ほか

## おもな刊行本

### 単行本
- 『古都』（新潮社、1962年6月25日） NCID BN04763724
  - 装幀：石井敦子。口絵：東山魁夷「冬の花」。四六判。函入。243頁
  - 付録：川端康成「あとがき」
  - ※ 現代仮名遣い、新字体表記となっている。
- 文庫版『古都』（新潮文庫、1968年8月27日。改版2010年1月15日）
  - カバー装幀：ケルスティン・ティニ・ミウラ。解説：山本健吉
  - 付録：川端康成「あとがき」（初刊本と同じ）
- 豪華限定版『古都』（牧羊社、1973年5月25日）
  - 菊倍判変形枡形本。紅葉装700部限定。松山装350部限定。
  - 装幀・挿画：東山魁夷。
  - 付録：東山魁夷「限定本『古都』の造本、装画について」。川端康成「あとがき」（初刊本と同じ）
- 特装本『古都』（牧羊社、1973年） 限定30部
  - 装幀・木版口絵：東山魁夷。題字：川端康成。自筆表紙絵「光悦垣」
- 英文版『The Old Capital』（訳：J・マーティン・ホルマン）（Tuttle、1987年）

### 全集
- 『川端康成全集第12巻 古都・片腕・落花流水』（新潮社、1970年5月10日） - 全19巻本全集
  - カバー題字：松井如流。菊判変形。函入。口絵写真2葉：著者小影、木米急須
  - 月報（第13回）：河盛好蔵「フランス人の見た川端文学」。柏原兵三「『伊豆の踊子』のことなど」。〔川端文学への視点（13）〕長谷川泉「新潮社版全集の後記」
  - 収録作品：「古都」「片腕」「掌の小説（秋の雨、手紙、隣人、木の上、乗馬服、かささぎ、不死、月下美人、地、白馬、雪）」「落花流水（行燈、伊豆行、枕の草子、秋風高原）」「美智子妃殿下」「岸惠子さんの婚礼」「自慢十話」「『浅草紅団』について」「『雪国』の旅」「週刊日記」「宿駅」「パリ郷愁」「パリ安息」「ブラジルペン大会」「字のことなど」「美しい地図」
- 『川端康成全集第18巻 小説18』（新潮社、1980年3月20日） - 全35巻本・補巻2全集
  - カバー題字：東山魁夷。四六判。函入
  - 月報：中村光夫「川端文学の特質」「『みづうみ』と『眠れる美女』」。川端秀子「川端康成の思い出（二）」
  - 収録作品：「みづうみ」「眠れる美女」「古都」「たんぽぽ」

## 派生作品・オマージュ作品
※出典は
- 古都（朱天心、1997年5月）
- 異邦人（原田マハ、2012年5月 - 2014年4月）
- 手のひらの京（綿矢りさ、2016年1月）